# Sirena (sommergibile)
Il Sirena è stato un sommergibile della Regia Marina.

## Storia
Dopo l'ultimazione fu dislocato a Brindisi, inquadrato nella X Squadriglia Sommergibili.
Nel 1934 compì un viaggio di addestramento nel bacino orientale del Mediterraneo; nei due anni successivi fu ancora impiegato per l'addestramento, in acque italiane.
Partecipò alla guerra di Spagna con una singola missione di 16 giorni, nel gennaio 1937; non avvistò alcuna nave sospetta.
All'ingresso dell'Italia nel secondo conflitto mondiale aveva base a Tobruk.
Il 18 giugno 1940 lasciò la base libica al comando del tenente di vascello Raul Galletti, diretto nelle acque prospicienti Sollum. Il 20 individuò un cacciatorpediniere britannico e si portò all'attacco, ma fu rilevato dalla nave prima di poter attaccare e quindi pesantemente bombardato con cariche di profondità. Con gravi danni ed infiltrazioni d'acqua, dovette fare anticipatamente ritorno a Tobruk, il 22 giugno.
Dato che la base libica non era attrezzata per riparare danni di vasta entità, il 25 giugno il sommergibile, compiute le prime riparazioni indispensabili, ripartì per trasferirsi a Taranto, dove avrebbe ricevuto lavori più approfonditi. Quattro giorni dopo, mentre transitava nei pressi di Capo Colonna, fu oggetto dell'attacco di un idrovolante Short Sunderland, ma reagì aprendo il fuoco con la contraerea e abbattendolo.
Dopo le riparazioni prese base a Lero, da dove operò nel Mediterraneo Orientale. Fu inoltre impiegato nel Golfo di Taranto e nel Canale d'Otranto.
Nella notte del giorno 4 aprile 1941, mentre procedeva in superficie, avvistò un cacciatorpediniere inglese classe Tribal e lo attaccò da meno di 2000 metri lanciando una coppiola di siluri, restando emerso per verificare i risultati: fu avvertito un violento scoppio, ma non risultano danneggiamenti di unità nemiche in quella zona ed in quel momento.
Il 10 aprile 1943 era a La Maddalena quando un violento bombardamento aereo statunitense colpì la base (affondando l'incrociatore Trieste e danneggiando gravemente il Gorizia): il Sirena non fu colpito ma ebbe, fra l'equipaggio sceso a terra, 3 morti e 10 feriti gravi, tanto da essere virtualmente immobilizzato per mancanza di personale, benché fosse uscito indenne dall'attacco. L'equipaggio fu rapidamente ricostituito e il battello fu trasferito a Lero dove rimase fino all'agosto 1943, effettuando missioni di agguato nel Dodecanneso e davanti Haifa.Insieme ad altri battelli fu richiamato da Supermarina a metà agosto 1943 in previsione dell'armistizio imminente. Subite avarie a causa di caccia avversaria e attraversando campi minati italiani,con la radio in avaria emerse a poche centinaia di metri da Punta Carena (Capri) facendosi riconoscere con mezzi ottici dalla locale batteria.
Riparato a Napoli riprese il mare diretto a La Spezia dove attraccò il 7 settembre 1943. Alla proclamazione dell'armistizio, nell'impossibilità di riprendere il mare, si autoaffondò nel porto della Spezia. Ultimo comandante fu il Tenente di Vascello Vittorio Savarese.
Complessivamente, il Sirena aveva svolto 19 missioni offensivo-esplorative e 14 di trasferimento, per un totale di 19.659 miglia di navigazione in superficie e 3.052 miglia in immersione.
Il relitto, recuperato nel 1946, fu avviato alla demolizione.